# Varikozele

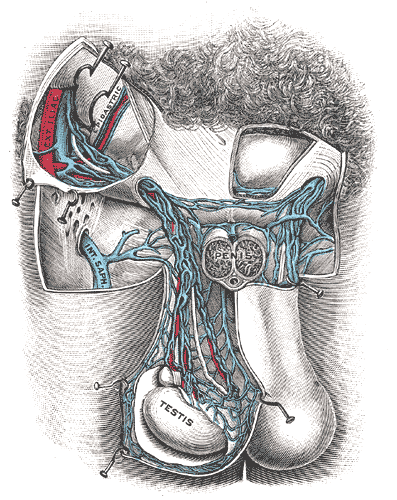
Schnitt durch den männlichen Genitaltrakt

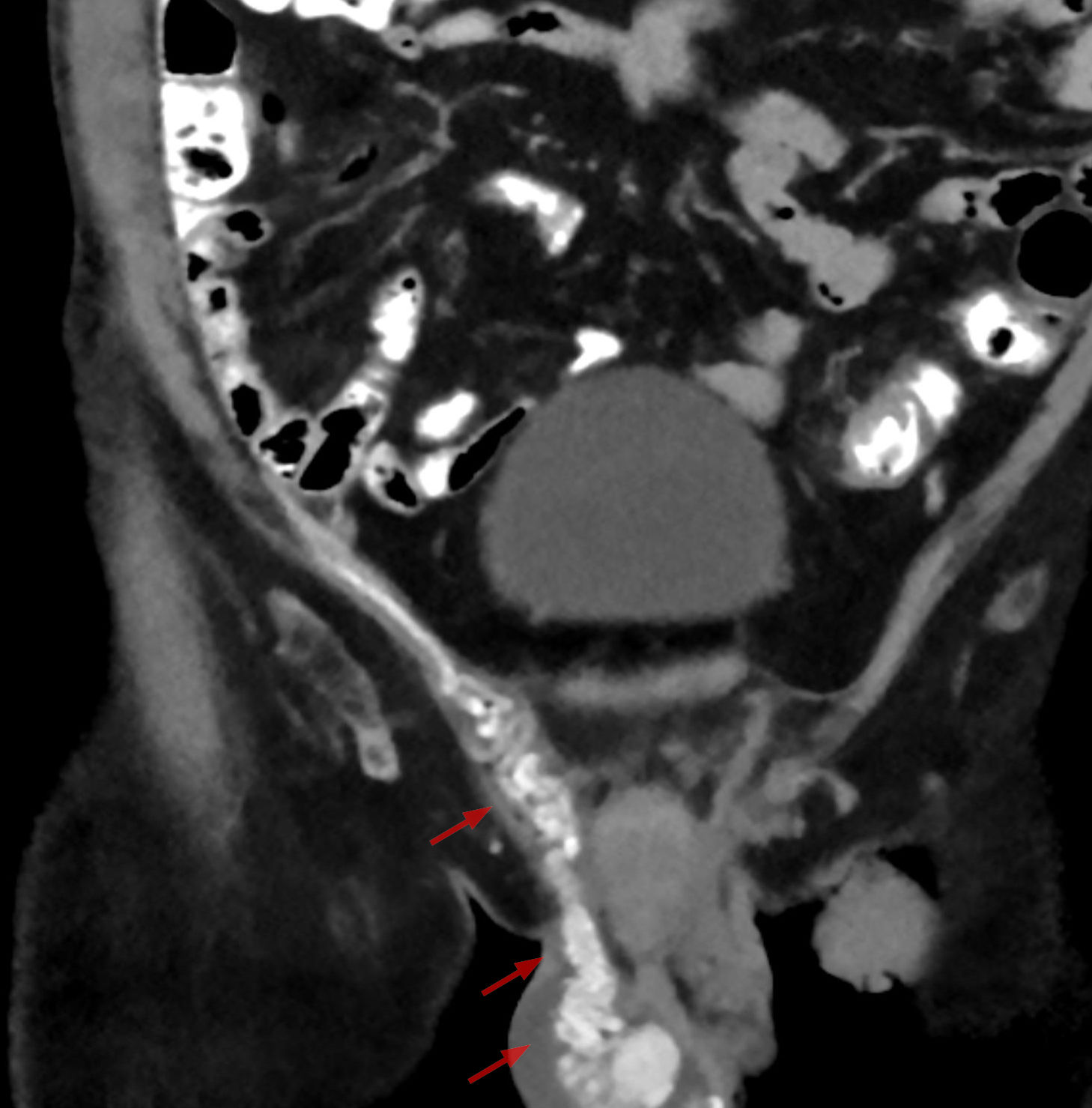
Varikozele in der Computertomographie. Man erkennt gut die erweiterten, geschlängelt verlaufenden Venen entlang des Samenstrangs.

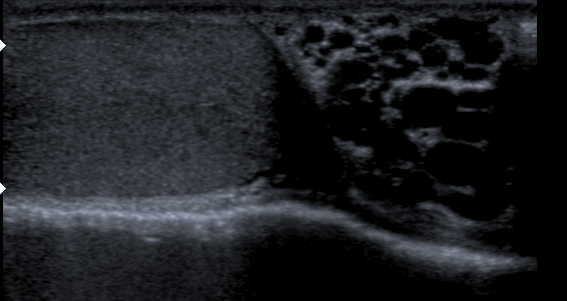
Varikozele im Ultraschall (mit Hoden, links im Bild)

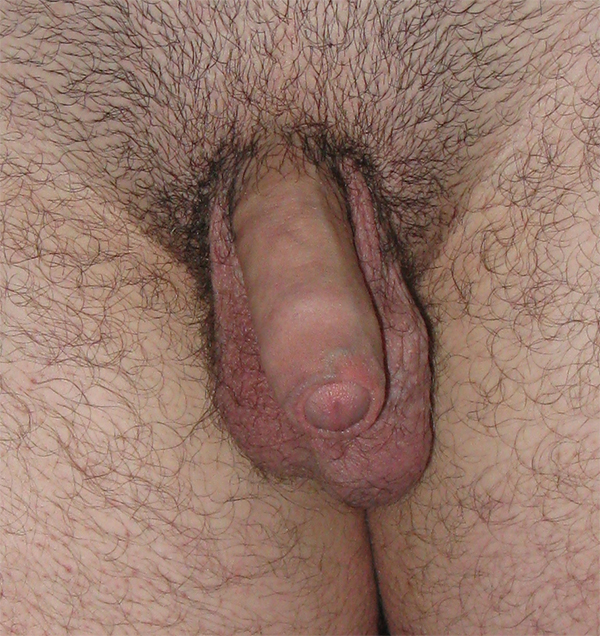
Deutliche linksseitig ausgeprägte Varikozele.

Eine Varikozele, Varicocele testis (von lateinisch varix „Krampfader“, und griechisch kele „Bruch“) oder ein Krampfaderbruch ist eine Krampfaderbildung im Bereich des von den Hodenvenen gebildeten Plexus pampiniformis, eines Venengeflechts im Samenstrang. In 75 bis 90 Prozent der Fälle tritt die Varikozele linksseitig auf. In der Regel bedarf die Varikozele keiner Therapie. Unbehandelte Varikozelen sind eine häufige Ursache für männliche Unfruchtbarkeit.

## Häufigkeit
Die Varikozele ist die häufigste Blutgefäßerkrankung des männlichen Geschlechtsorgans. Das Auftreten der Varikozele beträgt zwischen 8 und 10 Prozent. Während des Wachstums ist der Anteil der Betroffenen höher (5–25 %), was durch den erhöhten hydrostatischen Druck in der Vena testicularis verursacht wird. Bei 25 bis 40 Prozent der unfruchtbaren Männer ist eine Varikozele als Ursache zu sehen.

## Klassifikation
Varikozelen werden in verschiedene Schweregrade unterteilt. Man unterscheidet die folgenden Schweregrade:
- Grad 0 (subklinisch) – Die Varikozele ist nicht sicht- und nicht tastbar, kann aber durch Dopplersonografie (Ultraschall) sichtbar gemacht werden
- Grad I – unter Valsalva-Manöver tastbare, aber nicht sichtbare Varikozele
- Grad II – Unter Ruhebedingungen tastbare, aber nicht sichtbare Varikozele
- Grad III – Bereits unter Ruhebedingungen leicht tastbar und deutlich sichtbare Varikozele

## Symptome
Die Symptome einer Varikozele können sich von Fall zu Fall sehr voneinander unterscheiden. Manche Patienten weisen nur leichte bis keine Symptome vor, während andere über eine ganze Reihe von Beschwerden klagen. Das kann zum Beispiel daran liegen, dass der jeweilige Betroffene unterschiedliche Ursachen und Risikofaktoren für die Entwicklung der Varikozele hat. Auf der anderen Seite spielt die körperliche Verfassung, die individuelle Lebensweise und der aktuelle Schweregrad, sowie die Anzahl der getroffenen Gegenmaßnahmen im Alltag eine sehr wichtige Rolle für die Anzahl und Härte der Symptome.
Physische Symptome
- Schmerzen
- Wurmartige Schwellungen im Hodensack
- Durchhängen des Hodensacks
- Hodenatrophie
- Verringerte Abgabe des männlichen Geschlechtshormons
- Erhöhte Östrogenwerte
- Verringerte Libido
- Gynäkomastie
- Verringerte Muskelbetonung
- Schweregefühl
- Gefühl von Überhitzung
- Vergrößerte Prostata
- Verringerte Fruchtbarkeit
- Unfruchtbarkeit

Psychische Symptome
- Angst
- Stress
- Schamgefühle
- Erektile Dysfunktion
- Wenig Motivation

## Diagnostik
Varikozelen lassen sich häufig schon mit den Fingern ertasten und können vom Urologen mittels Dopplersonografie (Ultraschall) am Bildschirm sichtbar gemacht werden. Eine Untersuchung der Varikozele sollte sowohl beim stehenden, als auch beim liegenden Patienten durchgeführt werden. Wenn der Verdacht sich durch den „Tast-Test“ bestätigt hat, erfolgt in der Regel die genauere Untersuchung der Venen am Bildschirm.
Um den genauen Verlauf der beschädigten Vene sichtbar zu machen, sollte darauf geachtet werden, dass nicht nur die Varikozele selbst durchleuchtet wird, sondern auch die umliegenden Bereiche des Bauch- und Nierenraums. Im weiteren Untersuchungsverlauf wird zuletzt noch ein Spermiogramm des Betroffenen angefertigt, um den aktuellen Stand seiner Fruchtbarkeit (Fertilität) festzustellen. Kontrollbesuche beim Urologen und jährliche Auswertungen des Spermiogramms werden grundsätzlich allen Patienten mit Varikozelen empfohlen, besonders dann, wenn der Betroffene einen Kinderwunsch hat.

## Ursachen
Die Ursache für linksseitige Varikozelen dürfte vor allem die ungünstige Einstrombahn der linken Vena testicularis (Hodenvene) in die linke Vena renalis (Nierenvene) sein, welche in einem Winkel von etwa 90 Grad auf die V. renalis eintrifft. Daraus folgt ein höherer Venendruck auf der linken Seite, welches das Entstehen der Varikozele begünstigt. In seltenen Fällen treten auch symptomatische Varikozelen, beispielsweise durch einen Nierentumor bedingt, auf.

### Nussknacker-Syndrom
Das Nussknacker-Syndrom entsteht als klinisch manifeste Variante eines Nussknacker-Phänomens durch Einklemmen der linken Nierenvene zwischen der Hauptschlagader (Aorta abdominalis) und der Baucharterie (Arteria mesenterica superior). Hierdurch kann es zu einer venösen Abflussstörung der Hodenvene und zur Ausbildung von Krampfadern (Varikozelen) kommen. Gelegentlich treten Schmerzen im Bauchraum oder der linken Flanke auf. Bei Männern können als Folge der Varikozele Schmerzen am Hoden und Störungen der Spermienbildung (Spermatogenese) auftreten. Das sollte man im Zusammenhang mit den Untersuchungen der Varikozele von einem Urologen abklären lassen.

### Venenklappeninsuffizienz
Die Venenklappen sorgen bei einem gesunden Menschen dafür, dass das Blut von den Muskeln und Organen wieder ordnungsgemäß zum Herzen fließt. Bei varikösen Venen sind diese Klappen oftmals defekt oder beeinträchtigt. Die Ursache hierfür können unter anderem Jahre schlechter Gewohnheiten und Verhaltensmuster sein. Jedoch kann hier auch das Alter als Auslöser eine Rolle spielen. Wer einen Bürojob hat und die meiste Zeit sitzend verbringt, schadet den Venen genauso, wie ein Mensch, der den ganzen Tag stehen muss. Die Schwäche beginnt, wenn sich die Venenklappen nicht mehr richtig schließen. Diese Ventile sorgen normalerweise dafür, dass das Blut ordnungsgemäß zurück zum Herz fließt.

## Folgen
Durch die Druckerhöhung und die krampfaderartige Aussackung (Ektasie) des Venenkomplexes im Hoden kann es zu einer Schädigung des umliegenden Gewebes kommen. Durch den Rückstau des Blutes im Scrotum (Hodensack) entsteht eine Überhitzung am Testis (Hoden), was zur Infertilität führen kann. Unbehandelte Varikozelen sind eine häufige Ursache für männliche Unfruchtbarkeit und können auch Schmerzen verursachen. In manchen Fällen kann eine Therapie der Varikozele die Fruchtbarkeit verbessern. Das Volumen des Hodens ist bei Männern mit Varikozele im Schnitt erniedrigt.

## Therapie

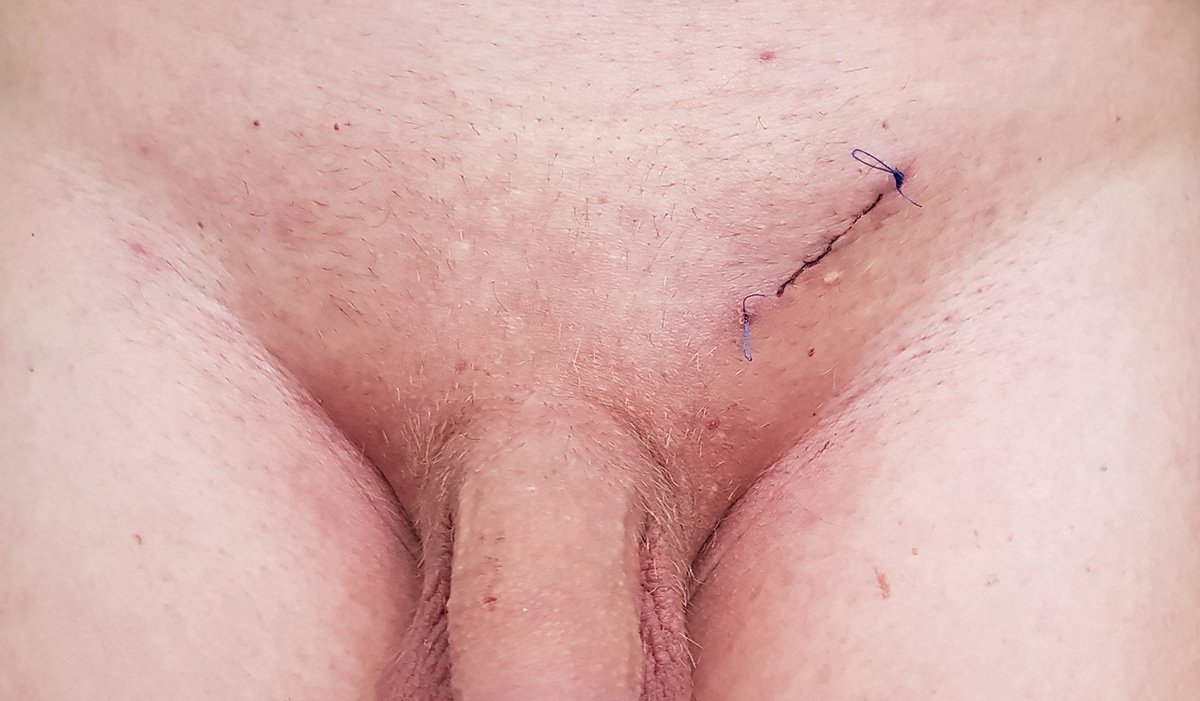
Wunde nach mikrochirurgischer Operation

Eine Therapie erfolgt aus folgenden Gründen:
- verminderte Samenqualität (pathogenes Spermiogramm)
- Schmerzsymptomatik
- Beeinträchtigung des Hormonhaushaltes
- rechts- und beidseitige Varikozele
- Beseitigung der Ursache der symptomatischen Varikozele
- eventuell kosmetische Gründe bei hochgradig ausgeprägten Formen

Auf eine Behandlung kann hingegen verzichtet werden, wenn die (linksseitige) Varikozele keine Beeinträchtigungen verursacht.
Es gibt zahlreiche operative Verfahren, die prinzipiell eine (bereits von Celsus beschriebene) Unterbindung der Vena testicularis (je nach Verfahren in unterschiedlicher Höhe) als Ziel haben. Möglichkeiten dazu stellen die Verödung der Venen (Methode nach Tauber) oder die laparoskopische Varikozelektomie dar.
Bei Heranwachsenden mit einem verringerten Hodenvolumen übt sich eine Therapie häufig normalisierend auf dieses aus. Bei einem Großteil der Untersuchungen konnte festgestellt werden, dass sich die Behandlung einer Varikozele positiv auf die Spermienqualität auswirkt. Sie kann also die Fruchtbarkeit des Mannes wieder erhöhen.
Neben Thrombosen, Embolien und Wundinfekten können durch die Operation in wenigen Fällen Harn- und Samenleiter oder Nerven beschädigt werden. Ebenfalls selten ist das Ansammeln von Flüssigkeit in den Hodenhüllen (Hydrozele), deren Entfernung nicht zwingend erforderlich ist. Manchmal treten auch stärkere Blutungen auf, die operativ behandelt werden müssen.